# Năm tài chính
Năm tài chính là khoảng thời gian có độ dài tương đương một năm (tức là 12 tháng hoặc 52 đến 53 tuần) dùng cho công tác kế hoạch ngân sách của tổ chức hoặc quốc gia. Năm tài chính còn được gọi là Tài khóa. Ở Việt Nam, năm tài chính được gọi là Năm ngân sách. Ở Mỹ, năm tài chính còn được gọi là Năm thuế. FY là các chữ viết tắt của cụm từ Fiscal Year hoặc Financial Year trong tiếng Anh, nghĩa là năm tài chính.

## Năm tài chính và năm lịch
Năm tài chính có độ dài tương đương với năm lịch, vì theo truyền thống, cứ ít nhất khoảng một năm các tổ chức phải lập báo cáo tài chính hoặc khai báo thuế một lần. Năm tài chính có thể trùng hoặc lệch với năm dương lịch, tùy theo từng quốc gia. Sở dĩ có thể lệch là vì để tránh cho công việc tổng kết tài chính đầy phức tạp và bận rộn trùng với thời điểm kinh doanh bận rộn dịp cuối năm dương lịch cũng như thời điểm kỳ nghỉ cuối năm của nhân viên. Thậm chí, khoảng thời gian của năm tài chính đối với các công ty có thể không thống nhất. Có công ty chọn năm tài chính kéo dài 52 tuần. Lại có công ty chọn năm tài chính kéo dài 53 tuần. Tuy nhiên, hầu hết các tổ chức đều chia năm tài chính thành từng quý giống như năm lịch.

## Năm tài chính ở các quốc gia
- Anh, Ấn Độ, Canada, Hong Kong, Nhật Bản: Năm tài chính bắt đầu từ ngày 1 tháng 4 của một năm và kết thúc vào cuối ngày 31 tháng 3 năm kế tiếp.
- Bỉ, Đức, Hà Lan, Hàn Quốc, Nga, Pháp, Thái Lan, Thụy Sĩ, Trung Quốc, Việt Nam: năm tài chính trùng với năm dương lịch.
- Mỹ: Năm tài chính bắt đầu từ ngày 1 tháng 10 của một năm và kết thúc vào cuối ngày 30 tháng 9 năm kế tiếp.
- Úc: Năm tài chính bắt đầu từ ngày 1 tháng 7 của một năm và kết thúc vào cuối ngày 30 tháng 6 năm kế tiếp.
- Ở Việt Nam Chính phủ quy định năm tài chính là năm dương lịch bắt đầu từ ngày 01/01 và kết thúc ngày 31/12 hàng năm hoặc năm 12 tháng khác với năm dương lịch mà Bộ tài chính cho phép doanh nghiệp được áp dụng.[1]